# Домбра (град)
Домбра (фр. Dombras) насеље је и општина у североисточној Француској у региону Лорена, у департману Меза која припада префектури Верден.
По подацима из 2011. године у општини је живело 135 становника, а густина насељености је износила 11,98 становника/km². Општина се простире на површини од 11,27 km². Налази се на средњој надморској висини од 207 метара (максималној 249 m, а минималној 192 m).

## Демографија
| 1962. | 1968. | 1975. | 1982. | 1990. | 1999. | 2011. |
| ----- | ----- | ----- | ----- | ----- | ----- | ----- |
| 166   | 184   | 171   | 177   | 145   | 146   | 135   |

График промене броја становника у току последњих година